# 莫洛季日涅 (米海利夫卡區)
47°6′25″N 35°13′1″E / 47.10694°N 35.21694°E
莫洛季日涅（烏克蘭語：Молодіжне）是位於烏克蘭東南部的村莊，由扎波羅熱州梅利托波爾區的普洛多羅德內市鎮負責管轄。該村始建於1825年，面積1.1平方公里，海拔高度80米，2001年人口210，人口密度每平方公里190.9人。